# Paróquia de Winn
A Paróquia de Winn é uma das 64 paróquias do estado americano da Luisiana. A sede da paróquia é Winnfield, e sua maior cidade é Winnfield.
A paróquia possui uma área de 2 478 km² (dos quais 17 km² estão cobertas por água), uma população de 16 894 habitantes, e uma densidade populacional de 7 hab/km² (segundo o censo nacional de 2000). Durante a Guerra Civil Americana, a paróquia recusou-se a separar-se da União, e foi de facto um enclave da União em território confederado.